# Hipo de Mesina
Hipo de Mesina (griego: Ἵππων) fue un gobernante griego, tirano de Mesina cuando Timoleón desembarcó en Sicilia.
El tirano Mamerco de Catania había sido derrotado y se refugió con Hipo (338 a. C.); Timoleón le siguió y asedió Mesina por mar y por tierra. Hipo vio la lucha perdida e intentó huir de la ciudad con un barco, pero fue capturado y llevado a la ciudad donde fue ejecutado en el teatro público de Mesina.